# Mega Man Legends
Pour le premier jeu vidéo de la série, voir Mega Man Legends (jeu vidéo).
Mega Man Legends (Rockman DASH (ロックマンDASH, Rokkuman Dasshu) au Japon), est une série de jeux vidéo de la franchise Mega Man. L'acronyme DASH dans le titre japonais signifie « Digouter's Adventure Story in Halcyon Days ». Si la série principale est notable pour son gameplay de jeu de plates-formes en deux dimensions à défilement latéral avec très peu d'histoire, cette série, à l'opposé est plutôt un jeu d'action-aventure en trois dimensions dotés d'une histoire approfondie.
La série Legends se déroule des milliers d'années après la série Mega Man ZX. À cette époque, la planète Terre est principalement océanique, laissant certaines îles à la civilisation pour prospérer. Basé sur le dialogue, la série a lieu au moins dans l'année 80en . À cette époque, les humains ont été remplacés par des formes de vie robotiques artificielles presque identiques à celles-ci, qui peuvent produire une progéniture sans presque aucun effort. Le joueur contrôle Mega Man Volnutt, un adolescent chercheur et archéologue, qui fouille les ruines souterraines principalement pour les réfracteurs quantiques, qui sont la principale source d'énergie de la civilisation. Il a été trouvé alors qu'il était bébé, sur l'île de Nino au fond des ruines de Nino fermées et a été élevé par le professeur Barrel Caskett avec sa petite-fille Roll Caskett. Les Bonnes, un groupe de pirates composé du leader Teisel Bonne, sa sœur (bien que le livret dit fille) Tron Bonne (qui serait aussi entichée de Mega Man), leur petit frère Bon Bonne qui peut conduire une grande armure robot, et les 41 Servbots (dont un seul est dans The Misadventures of Tron Bonne). Les Reaverbots, les habitants techno-organiques semi-intelligents des ruines souterraines qui servent à protéger son contenu, donnent du fil à retordre à Mega Man.

## Jeux
Série principale
- Mega Man Legends - 1997[2],[3],[4],[5],[6]
- Mega Man Legends 2 - 2000[7],[8],[9],[10],[11]
- Mega Man Legends 3 - annulé, 2011[12],[13],[14]

Jeux dérivés
- The Misadventures of Tron Bonne - 1999[15],[16],[17]

- Rockman DASH 15 Panel - mobile, 2002
- Rockman DASH Golf - mobile, 2003
- Rockman DASH Great Five-Island Adventure - mobile, 2008[18],[19].